# 元显和
元显和（？—525年），河南郡洛阳县（今河南省洛阳市东）人，追尊魏景穆帝拓跋晃曾孙，右卫将军、尚书左仆射、淮阴威侯元丽之子，北魏宗室、官员。

## 生平
元显和年少时就很有节操，历任司徒记室参军。司徒崔光常在见到他后说：“元参军风采清高特异，举止雅致，是做宰相的材料。”孝昌元年（525年），元显和在担任徐州安东府长史时，徐州刺史元法僧叛变北魏，元显和与他交战后被擒获，元法僧握着元显和的手命令他与自己坐在一起。元显和说：“我与阿翁您是同一宗族的不同支脉，都是做皇室磐石的宗属，献出土地外叛，如果遇到董狐，能不惭愧吗？”元显和就不肯坐下。元法僧还要慰问劝告他，元显和说：“可以死后做恶鬼，不能坐下做叛臣。”等到元显和被杀的时候，他的神情不改常态。建义初年，朝廷赠予元显和秦州刺史。

## 家庭

### 兄弟姐妹
- 元挺，光州刺史

### 子女
- 元氏，嫁西魏平东将军、太中大夫赵季弼[4]